# Asha Makuto
Asha Makuto est une joueuse kényane de volley-ball née le 2 mai 1986.

## Biographie

### Famille
Asha Makuto est l'aînée d'une fratrie nombreuse, plusieurs étant des joueurs internationaux de volley-ball, comme Everlyne, Violet et Luke.

### Carrière en club
Asha Makuto évolue au club de la Kenya Pipeline Company à partir de 2004, ainsi qu'à l'Aluasel Sports Club aux Émirats arabes unis de 2008 à 2016. Elle prend sa retraite en 2017 après être retourné à la Kenya Pipeline Company. Elle est nommée meilleure défenseure du Championnat d'Afrique des clubs champions féminin de volley-ball 2010, dont elle est finaliste.

### Carrière en sélection
Elle fait partie de l'équipe du Kenya féminine de volley-ball, avec laquelle elle participe aux Jeux africains de 2003 et au Championnat du monde 2010.

## Palmarès

### En club
- Médaille d'argent du Championnat d'Afrique des clubs champions féminin de volley-ball 2010

### En sélection
- Médaille de bronze aux Jeux africains de 2003

### Distinctions individuelles
- Meilleure défenseure du Championnat d'Afrique des clubs champions féminin de volley-ball 2010